# Oospila nasuta
Oospila nasuta är en fjärilsart som beskrevs av W. Warren 1909. Oospila nasuta ingår i släktet Oospila och familjen mätare. Inga underarter finns listade i Catalogue of Life.